# Окрузи Естоније
Република Естонија је 1990. управно подељена на 15 округа (ест. maakond), махом наслеђених из времена СССРа. Окрузи се даље деле на општине (ест. omavalitsus), којих је укупно 227. 34 општине су градске, док су остале сеоске.

## Административна подела
| 15 округа у Естонији | 15 округа у Естонији | 15 округа у Естонији |                |
| --- | -------------------- | -------------------- | -------------- |
| \| Округ \| Становништво (2004) \| Површина (km²) \| Седиште округа \| \| Валга \| 35.059 \| 2.044 \| Валга \| \| Виљанди \| 56.854 \| 3.422 \| Виљанди \| \| Виру \| 38.967 \| 2.305 \| Виру \| \| Ида-Виру \| 174.809 \| 3.364 \| Јихви \| \| Јарва \| 38.255 \| 2.623 \| Паиде \| \| Јигева \| 37.647 \| 2.604 \| Јигева \| \| Љаене \| 28.101 \| 2.383 \| Хапсалу \| \| Љаене-Виру \| 68.090 \| 3.627 \| Раквере \| \| Пилва \| 31.954 \| 2.165 \| Пилва \| \| Пјарну \| 89.660 \| 4.807 \| Пјарну \| \| Рапла \| 37.093 \| 2.980 \| Рапла \| \| Саре \| 35.356 \| 2.673 \| Куресаре \| \| Тарту \| 148.872 \| 2.993 \| Тарту \| \| Харју \| 521.410 \| 4.333 \| Талин \| \| Хију \| 10.289 \| 989 \| Кардла \| |                      |                      |                |
| Округ | Становништво (2004)  | Површина (km²)       | Седиште округа |
| Валга | 35.059               | 2.044                | Валга          |
| Виљанди | 56.854               | 3.422                | Виљанди        |
| Виру | 38.967               | 2.305                | Виру           |
| Ида-Виру | 174.809              | 3.364                | Јихви          |
| Јарва | 38.255               | 2.623                | Паиде          |
| Јигева | 37.647               | 2.604                | Јигева         |
| Љаене | 28.101               | 2.383                | Хапсалу        |
| Љаене-Виру | 68.090               | 3.627                | Раквере        |
| Пилва | 31.954               | 2.165                | Пилва          |
| Пјарну | 89.660               | 4.807                | Пјарну         |
| Рапла | 37.093               | 2.980                | Рапла          |
| Саре | 35.356               | 2.673                | Куресаре       |
| Тарту | 148.872              | 2.993                | Тарту          |
| Харју | 521.410              | 4.333                | Талин          |
| Хију | 10.289               | 989                  | Кардла         |